# Eutelsat 172B
Eutelsat 172B — геостационарный телекоммуникационный спутник, принадлежащий французскому спутниковому оператору, компании Eutelsat.  Спутник предназначен для предоставления услуг связи на территории Азии, Океании и стран Тихоокеанского региона.
Это третий полностью электрический спутник для компании Eutelsat, два предыдущих, Eutelsat 115 West B и Eutelsat 115 West B, были запущены ракетой-носителем Falcon 9 в 2015 и 2016 году соответственно.
Аппарат построен на базе новой космической платформы Eurostar-3000EOR (Electric Orbit Raising) компанией Airbus Defence and Space, контракт на создание спутника был подписан в июле 2014 года. Это первый спутник компании с полностью электрической двигательной установкой, без двигателей, использующих химическое ракетное топливо. Также это первый спутник подобного типа, построенный в Европе.
Двигательная установка Safran/Snecma PPS-5000, включающая стационарные плазменные двигатели типа SPT-140 производства ОКБ «Факел», была использована как для поднятия орбиты спутника, так и для всех орбитальных манёвров и удержания в точке стояния на геопереходной орбите. Выход спутника на орбиту занял около 4 месяцев. Размеры спутника в сложенном состоянии составляют 3,7 × 3,0 × 5,4 м. После выхода на орбиту размах панелей солнечных батарей составит 39,3 м. Несмотря на значительные размеры, стартовая масса спутника составляет всего 3551 кг, что позволяет его запуск в слоте для меньшего спутника на ракете-носителе «Ариан-5». Ожидаемый срок службы спутника — более 15 лет.
На спутник установлено 14 транспондеров C-диапазона, 36 стандартных транспондера Ku-диапазона и 11 транспондеров Ku-диапазона высокой пропускной способности (HTS). Последние будут использоваться для предоставления услуг телевидения и интернета для авиарейсов над Азией и Тихим океаном, был подписан контракт с провайдером данных услуг, компанией Panasonic Avionics Corporation.
Спутник будет располагаться на орбитальной позиции 172° восточной долготы, вместе со спутником Eutelsat 172A. 
Контракт на запуск с оператором Arianespace подписан в июле 2014 года.
Спутник Eutelsat 172B запущен 1 июня 2017 года в 23:45 UTC, в паре со спутником ViaSat-2, с помощью ракеты-носителя Ариан-5 ECA, со стартового комплекса ELA-3 космодрома Куру во Французской Гвиане.